# Bernard Juskiewicz
Bernard Juskiewicz, dit Bernie Juskiewicz, est un homme politique américain né le 6 avril 1943 à Northampton (Massachusetts) et mort le 8 avril 2020. 
Républicain, il est membre de la Chambre des représentants du Vermont de 2013 à 2018. 

## Biographie
Il meurt de la maladie à coronavirus 2019.